# Cnemaspis dilepis
Cnemaspis dilepis är en ödleart som beskrevs av  Perret 1963. Cnemaspis dilepis ingår i släktet Cnemaspis och familjen geckoödlor. Inga underarter finns listade i Catalogue of Life.